# Untitz
Untitz ist ein Ortsteil der Stadt Berga-Wünschendorf im Landkreis Greiz in Thüringen.

## Geografie
Untitz liegt etwa sieben Kilometer nördlich von Wünschendorf/Elster und ist Nachbarort von Meilitz. Das Dorf liegt inmitten der Feldmark und ist östlich durch eine etagenartige Anhöhe gegen Ostwinde geschützt. Über eine Ortsverbindungsstraße besteht Anschluss an die Nachbarorte.

## Geschichte
Am 4. Oktober 1209 wurde der damalige Weiler erstmals urkundlich erwähnt. Untitz wurde am 1. Juli 1950 nach Wünschendorf eingemeindet. Der von Landwirtschaft geprägte Ort ist Nachbar von Meilitz und hat dort in der Obst- und Gemüseproduktion gute Voraussetzungen in der Zusammenarbeit mit dem Gut. 2024 kam der Ort mit Wünschendorf zur Stadt Berga-Wünschendorf.

## Kirche
Dorfkirche Untitz